# Grevenmacher (distrikt)
Grevenmacher er et distrikt i Luxembourg. Det består af kantonerne Echternach, Grevenmacher og Remich. Det ligger i den østlige del af Luxembourg og grænser i nord til Rheinland-Pfalz i Tyskland, i vest til distrikterne Diekirch og Luxembourg, i øst til Rheinland-Pfalz og Saarland, og i syd til den franske region Lorraine.
49°42′N 6°22′Ø / 49.7°N 6.37°Ø